# Kuniran (Purwosari)
Kuniran is een bestuurslaag in het regentschap Bojonegoro van de provincie Oost-Java, Indonesië. Kuniran telt 4073 inwoners (volkstelling 2010).